# Pointe Coupee megye
Pointe Coupee megye az Amerikai Egyesült Államokban, azon belül Louisiana államban található. Megyeszékhelye és legnagyobb városa New Roads. Lakosainak száma 20 758 fő (2020. április 1.). Pointe Coupee megye Concordia, Avoyelles, West Feliciana, West Baton Rouge, Iberville, St. Martin és Saint Landry megyékkel határos.

## Népesség
A megye népességének változása:
| Lakosok száma | 22 763 | 22 836 | 22 737 | 22 499 | 22 251 | 20 758 |
|               | 2010   | 2011   | 2012   | 2013   | 2015   | 2020   |